# Albert Bouts
Pour les articles homonymes, voir Bouts.

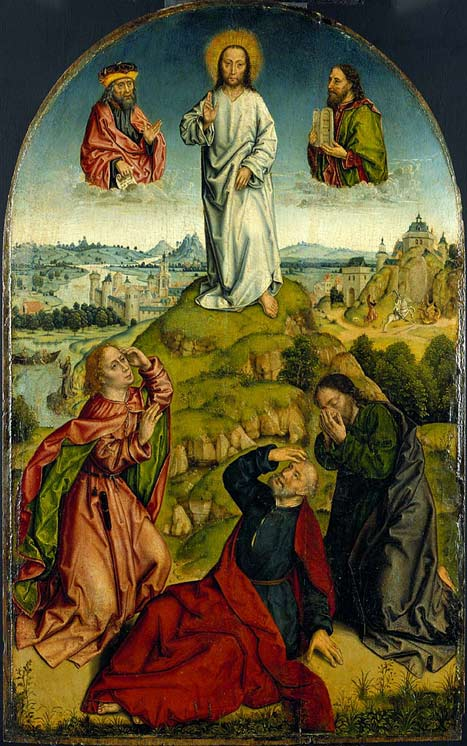
Albert Bouts, La Transfiguration, XVe siècle, Fitzwilliam Museum, Cambridge.

Albert Bouts (ou Aelbert, Albrecht Bouts, Aelbrecht Bouts), né vers 1452-1460, peut-être à Louvain, et mort à Louvain en 1549, est un peintre de sujets religieux. Il est le second fils de Dirk Bouts, aussi dit Dirk Bouts le Vieux, et le frère cadet de Dirk Bouts le Jeune.

## Biographie
Il est mentionné une première fois à Louvain en 1476 comme « mineur d'âge », c'est-à-dire ayant moins de vingt-cinq ans, Albert Bouts ne peut donc être né avant 1452. Il fut sans doute formé dans l'atelier de son père. En 1476, après la mort de celui-ci, il semble avoir quitté Louvain, peut-être pour achever sa formation chez un maître en dehors de la ville. On pourrait supposer que ce maître était Hugo van der Goes dont Albert Bouts semble avoir directement subi l'influence. En 1479, il est à nouveau mentionné à Louvain, comme pictor ymaginum, ce qui indiquerait qu'il était alors maître indépendant. Il réside à Louvain jusqu'à sa mort. Il se marie deux fois, mais n'a pas de descendance.

## Œuvres
Aucune œuvre du peintre n'est signée; toutefois, une Assomption de la Vierge, un triptyque conservé à Bruxelles, aux Musées royaux des beaux-arts de Belgique a été examinée en 1902 par Georges Hulin de Loo qui découvre sur le volet droit du triptyque de l’Assomption des armoiries parlantes de Bouts surmontées d'un A, et combinées avec les armes de la corporation de Saint-Luc, ce qui permet l'attribution.
Sur la base de la comparaison stylistique avec le triptyque de l’'Assomption de la Vierge, on lui attribue un grand nombre de scènes religieuses, comme L'Annonciation (Munich, Alte Pinakothek) ou La Déploration (Francfort, musée historique de Francfort), ainsi que de petits tableaux de piété produits en série (d'après des modèles de Dirk Bouts), comme l’Ecce Homo (ou Christ couronné d'épines) (église de l'abbaye de la Cambre) avec parfois en pendant la Mater Dolorosa (Aix-la-Chapelle, musée Suermondt-Ludwig; Londres, National Gallery).
Albert Bouts poursuit loin dans le XVIe siècle la tradition de son père. L'atelier du père, puis du fils, se fait une spécialité de panneaux de dévotion. À partir de modèles en usage
dans l’atelier de son père ou d’ateliers voisins comme celui d’Hugo van der Goes, Albrecht crée plusieurs prototypes de Christ qui sont déclinés en panneaux autonomes, volets de diptyque ou de triptyque, avec de nombreuses variantes : de face, de trois-quarts à droite ou à gauche, sans ou avec les mains, tenant un roseau, couronné d’épines, montrant ses plaies, esquissant un geste de bénédiction.
Il lui emprunte un grand nombre d'éléments et même des compositions entières, qu'il reproduit telles quelles, comme la Crucifixion (Bruxelles, musées royaux des beaux-arts de Belgique), ou, souvent, de façon inversée comme Le Repas chez Simon (Bruxelles, Musées royaux des beaux-arts de Belgique), ou encore qu'il aménage avec quelques détails décoratifs mis au goût du jour par une inspiration italianisante, comme La Dernière Cène (Bruxelles, musées royaux des beaux-arts de Belgique). Les visages et les attitudes de certains personnages rappellent le style de Hugo van der Goes. Par contre, la vivacité de la ligne incisive, parfois même dure, les contours anguleux des personnages, des draperies et de divers motifs des paysages, les couleurs vives et claires, sont typiques de sa manière.
Il est aussi l'auteur de plusieurs Pénitence de saint Jérôme.

## Galerie

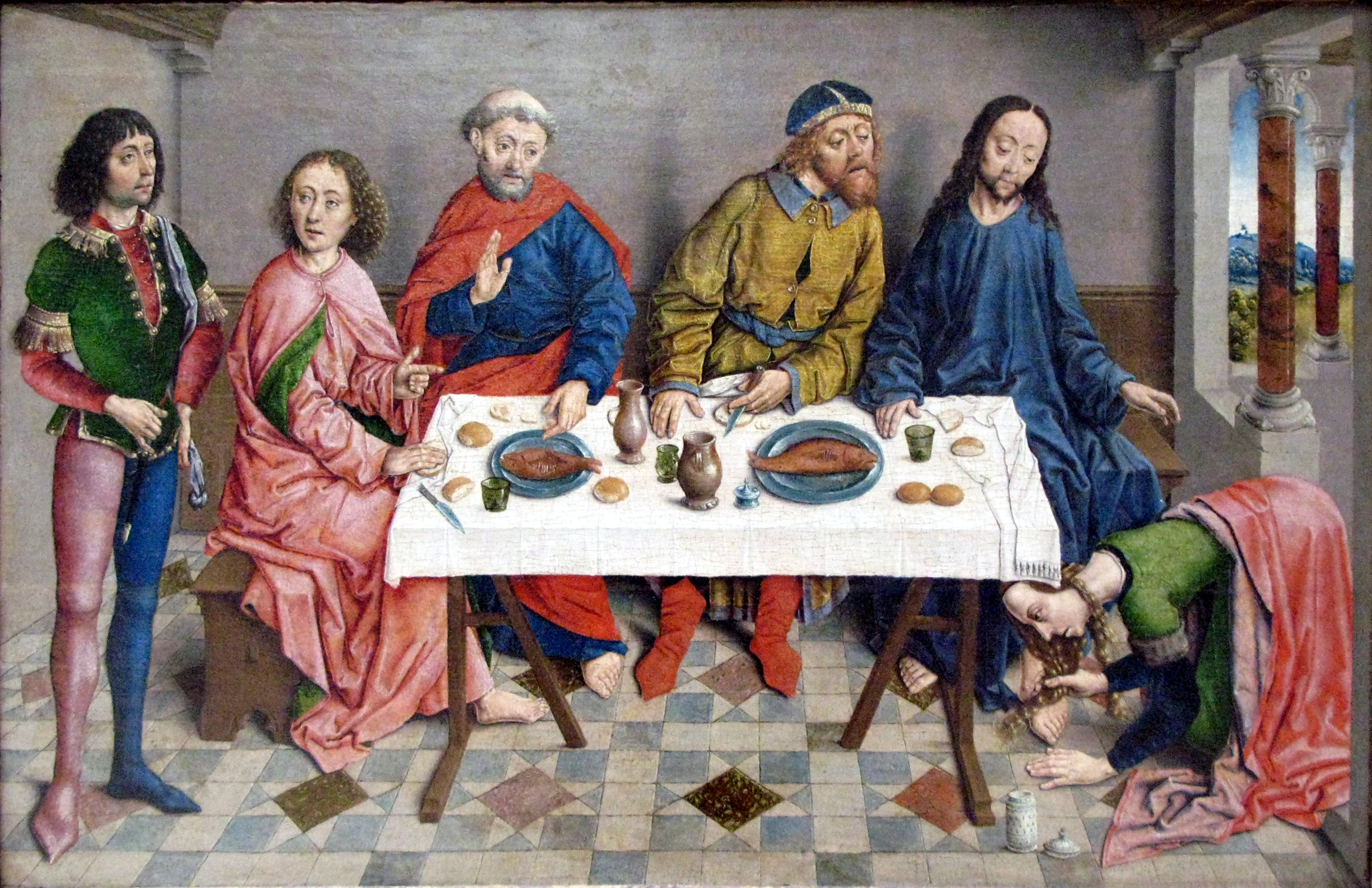
Le Repas chez Simon, musées royaux des beaux-arts de Belgique, Bruxelles.
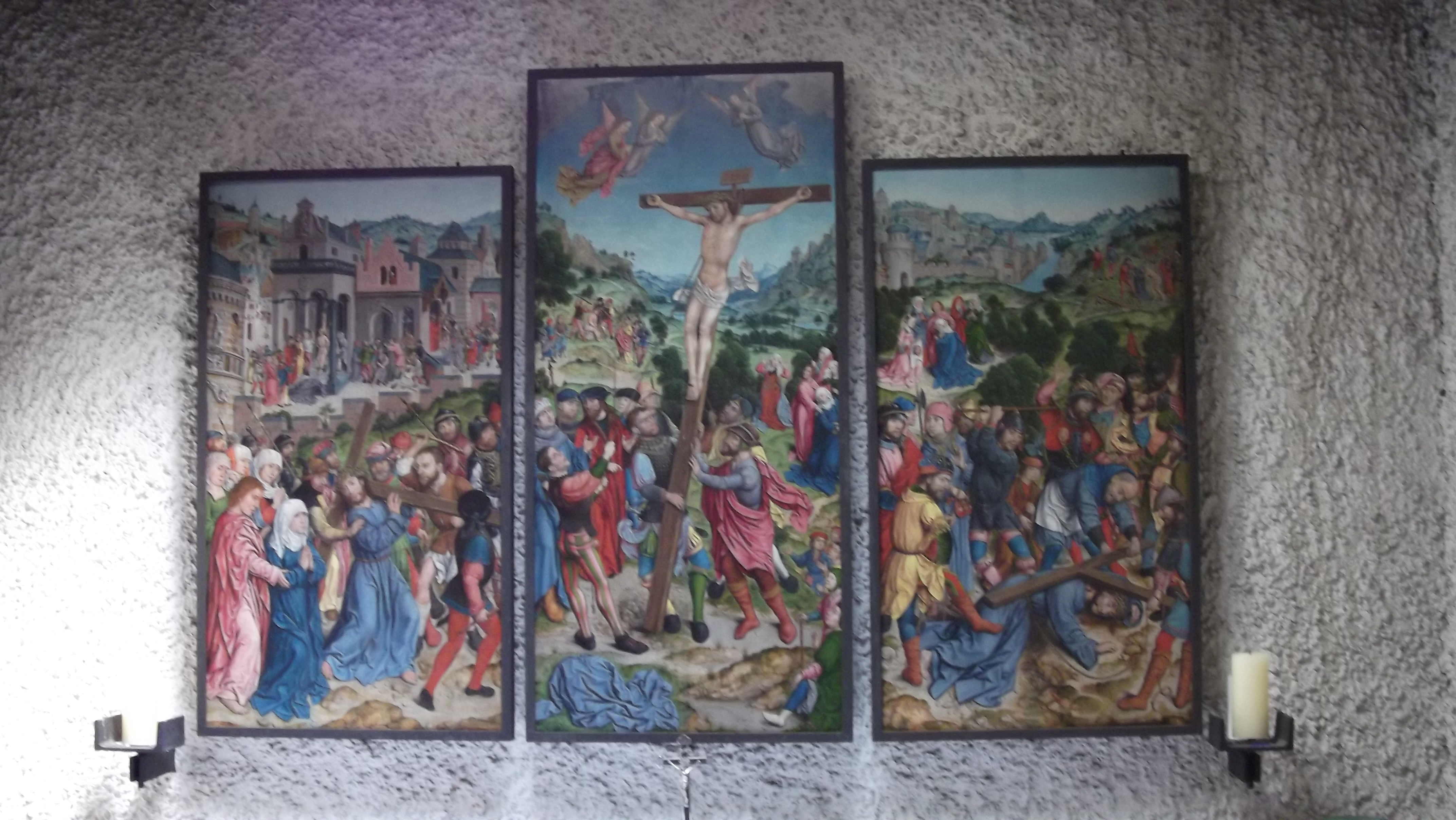
Crucifixion, abbaye territoriale de Wettingen-Mehrerau, Bregenz.
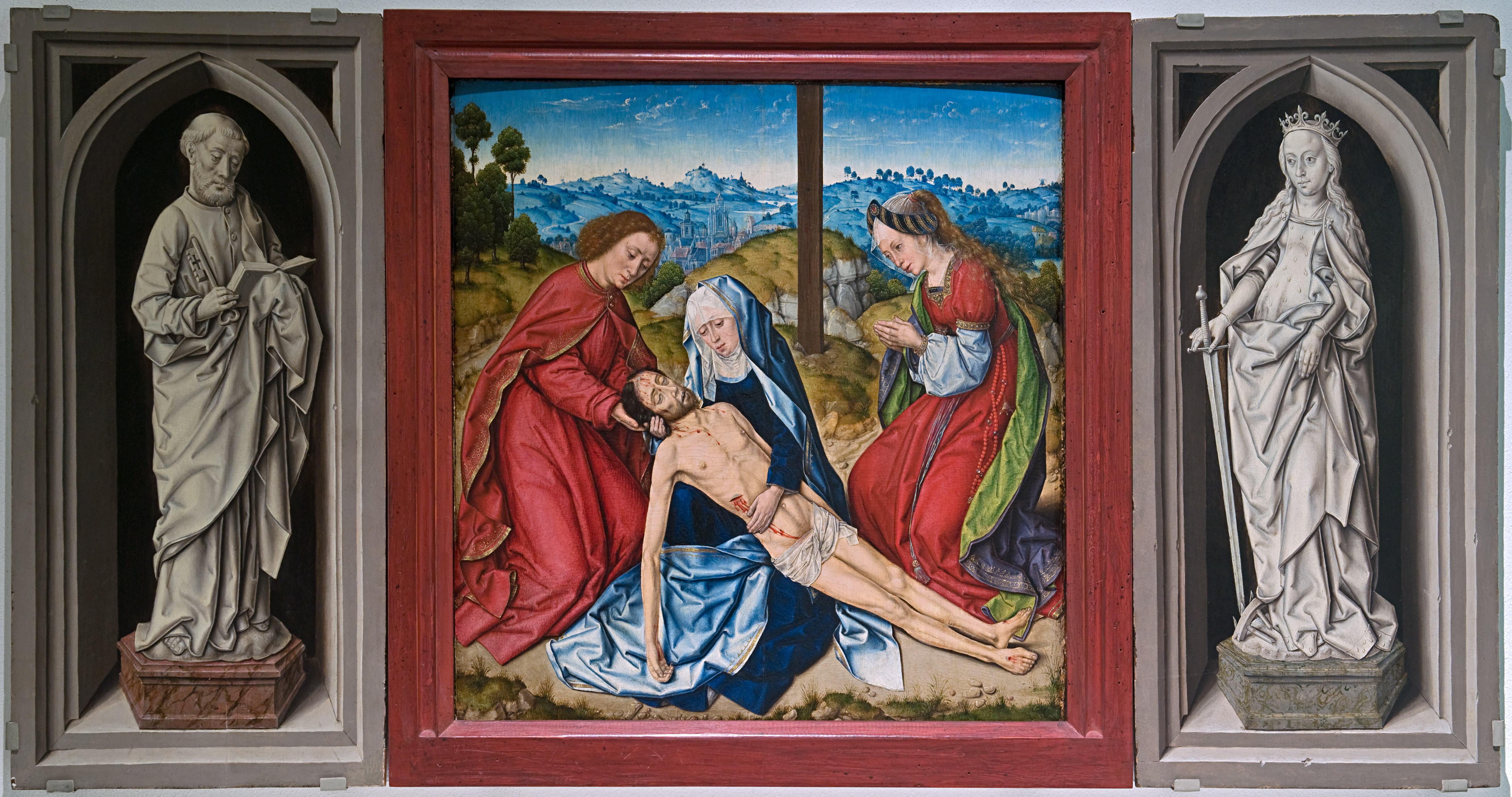
Déploration du Christ, musée historique de Francfort.
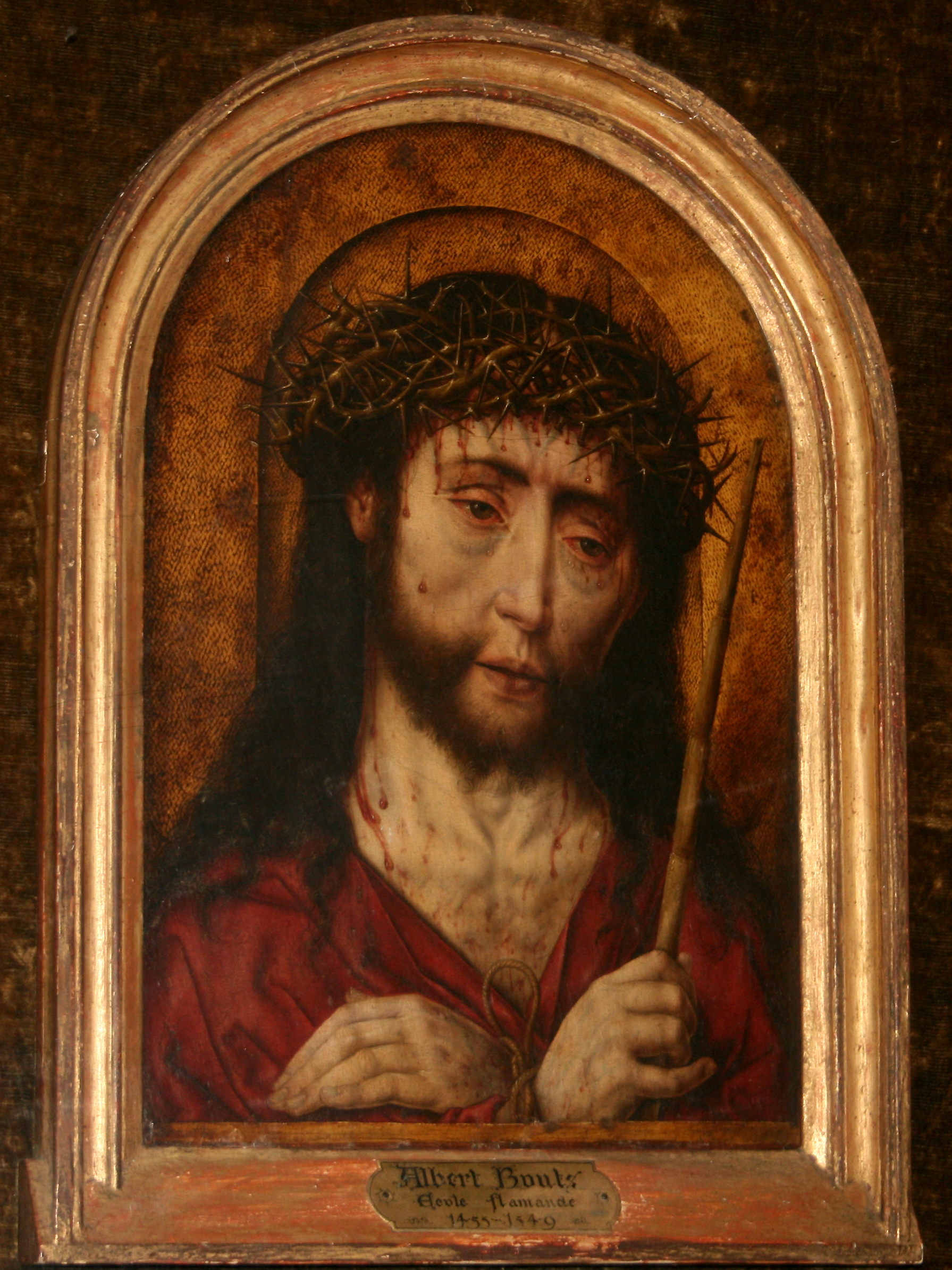
Ecce Homo, Église de l'abbaye de la Cambre, à Ixelles (Belgique).
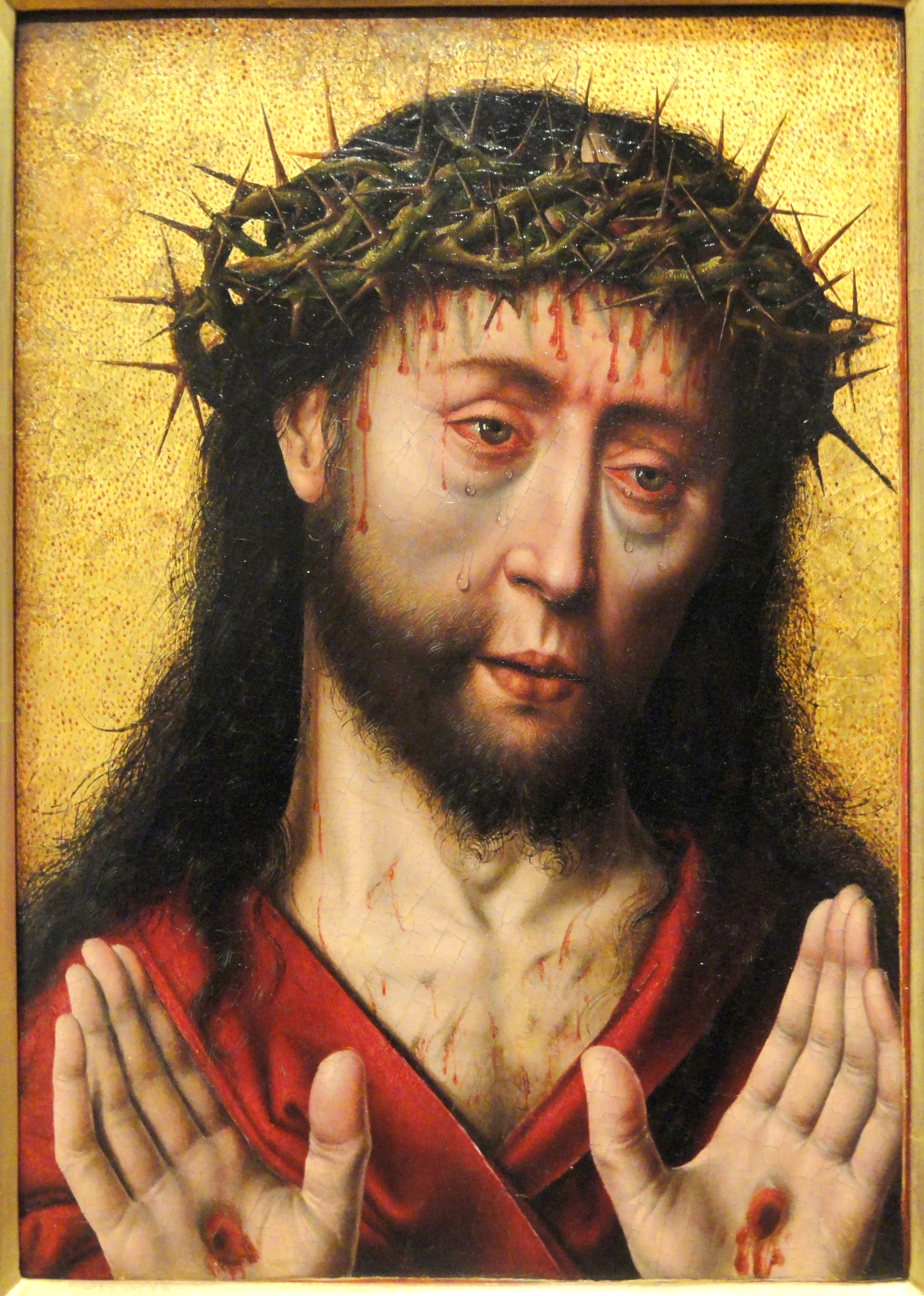
Christ couronné d'épines, Fogg Art Museum.
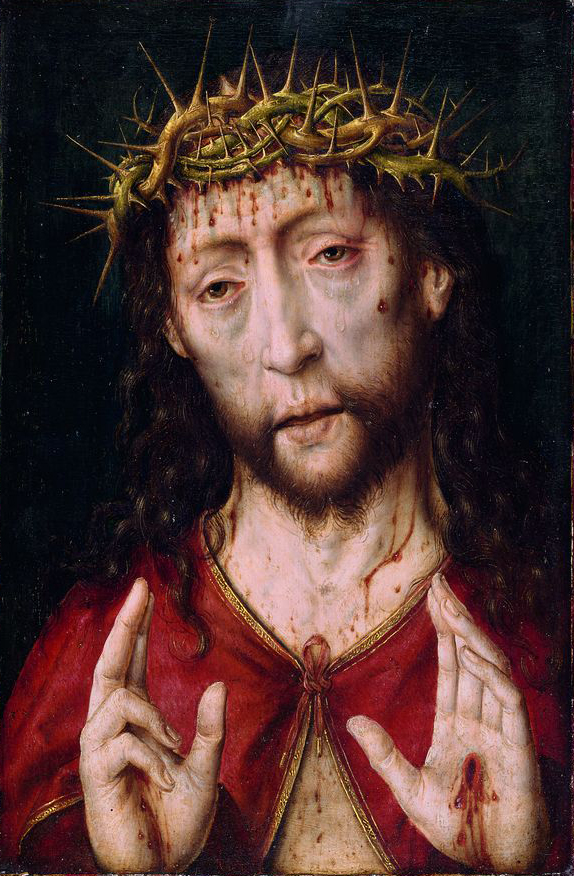
Christ couronné d'épines, musée des beaux-arts de Lyon.
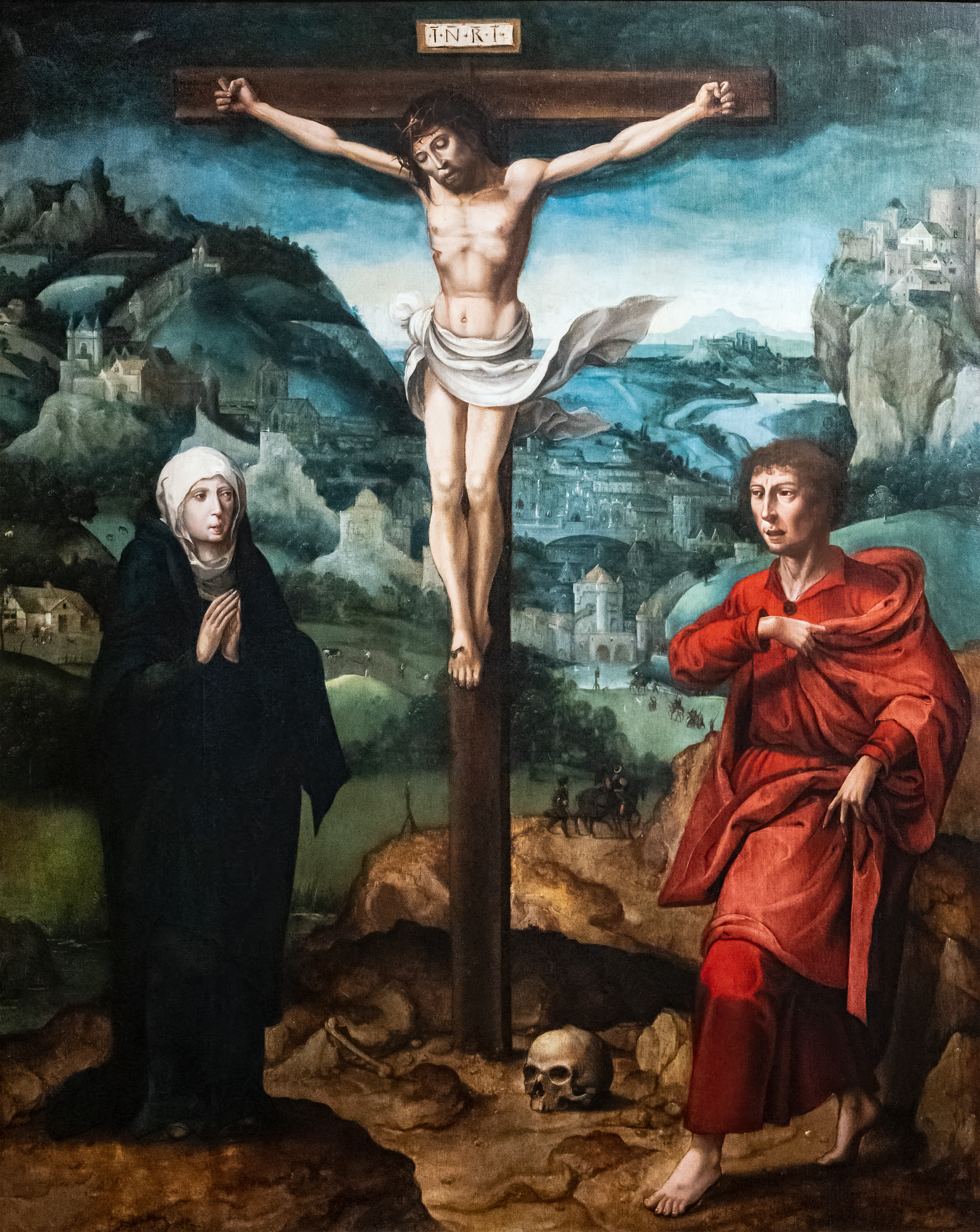
Christ en croix entre la Vierge et saint Jean,  Musée des Beaux-Arts de Narbonne.
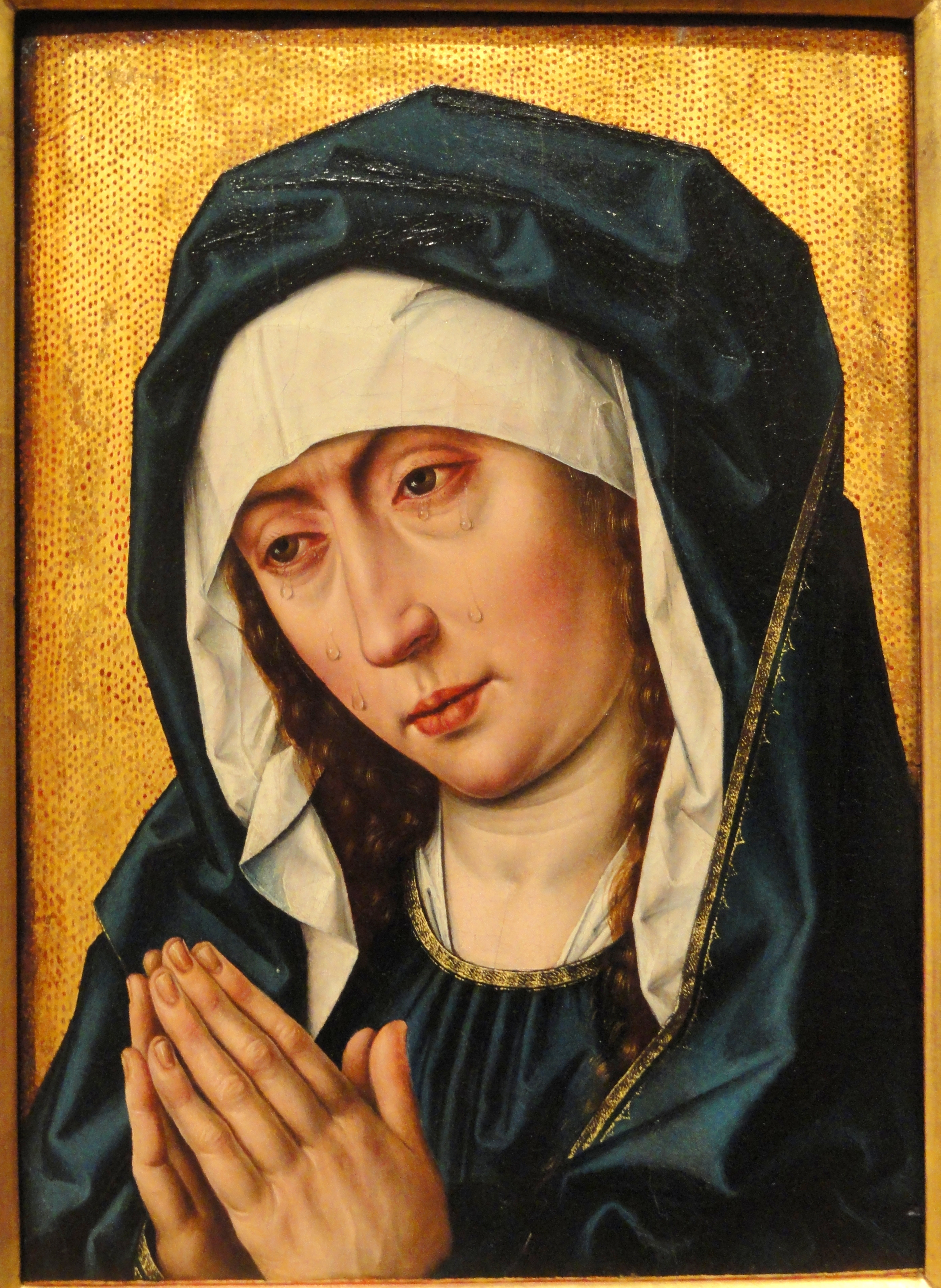
Mater Dolorosa, Fogg Art Museum
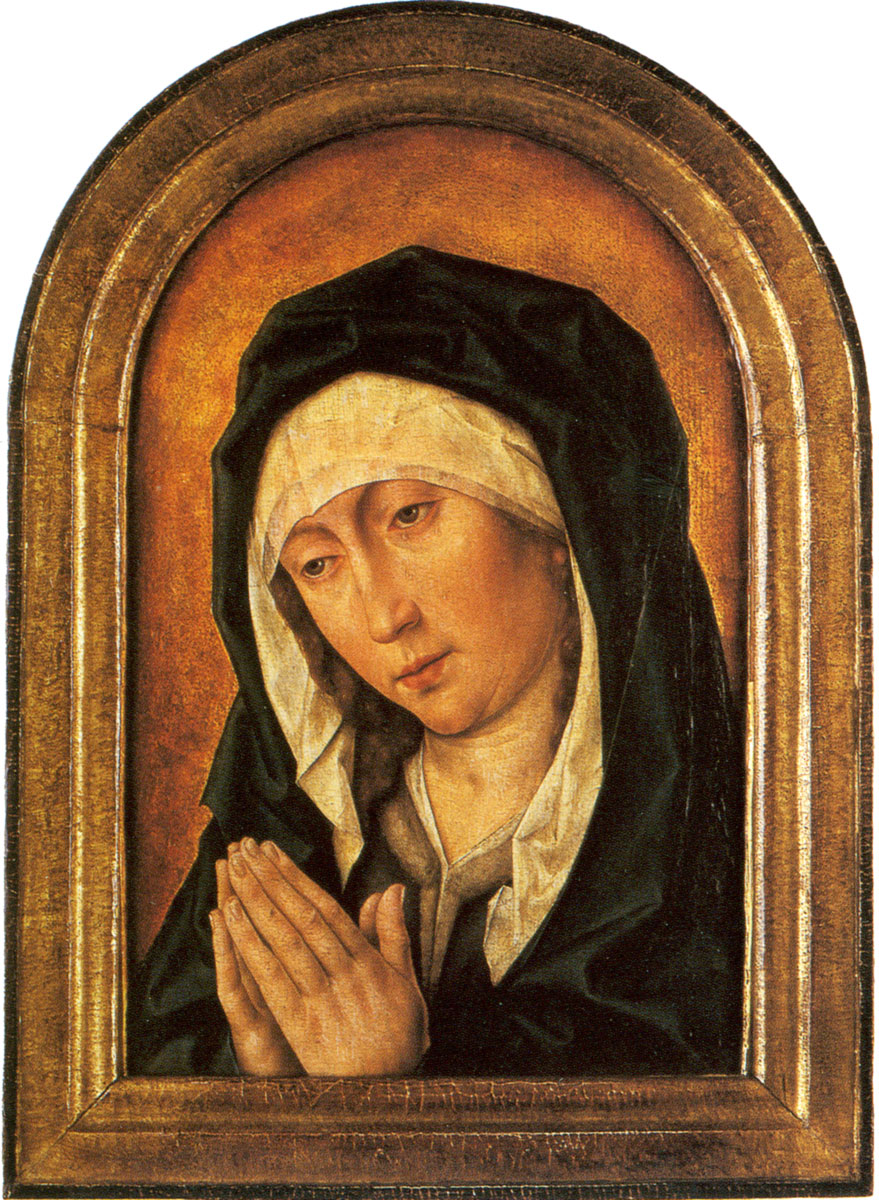
Mater Dolorosa, musée Czartoryski.
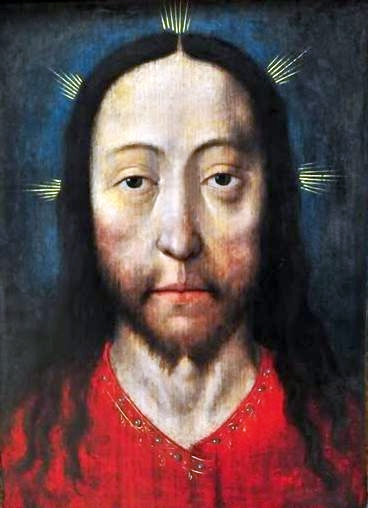
Salvator Mundi, musée Czartoryski.
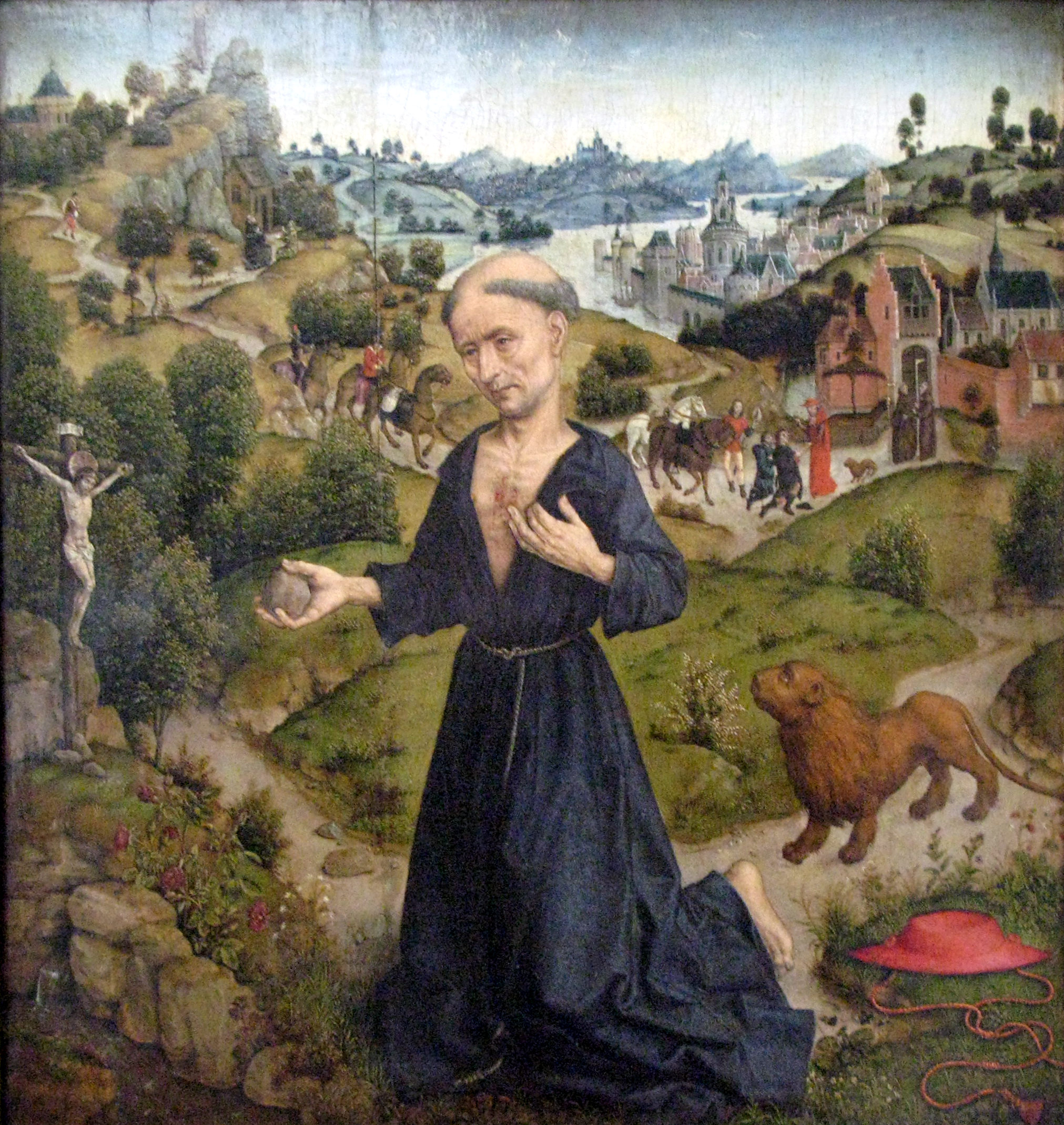
Pénitence de Saint-Jérôme.
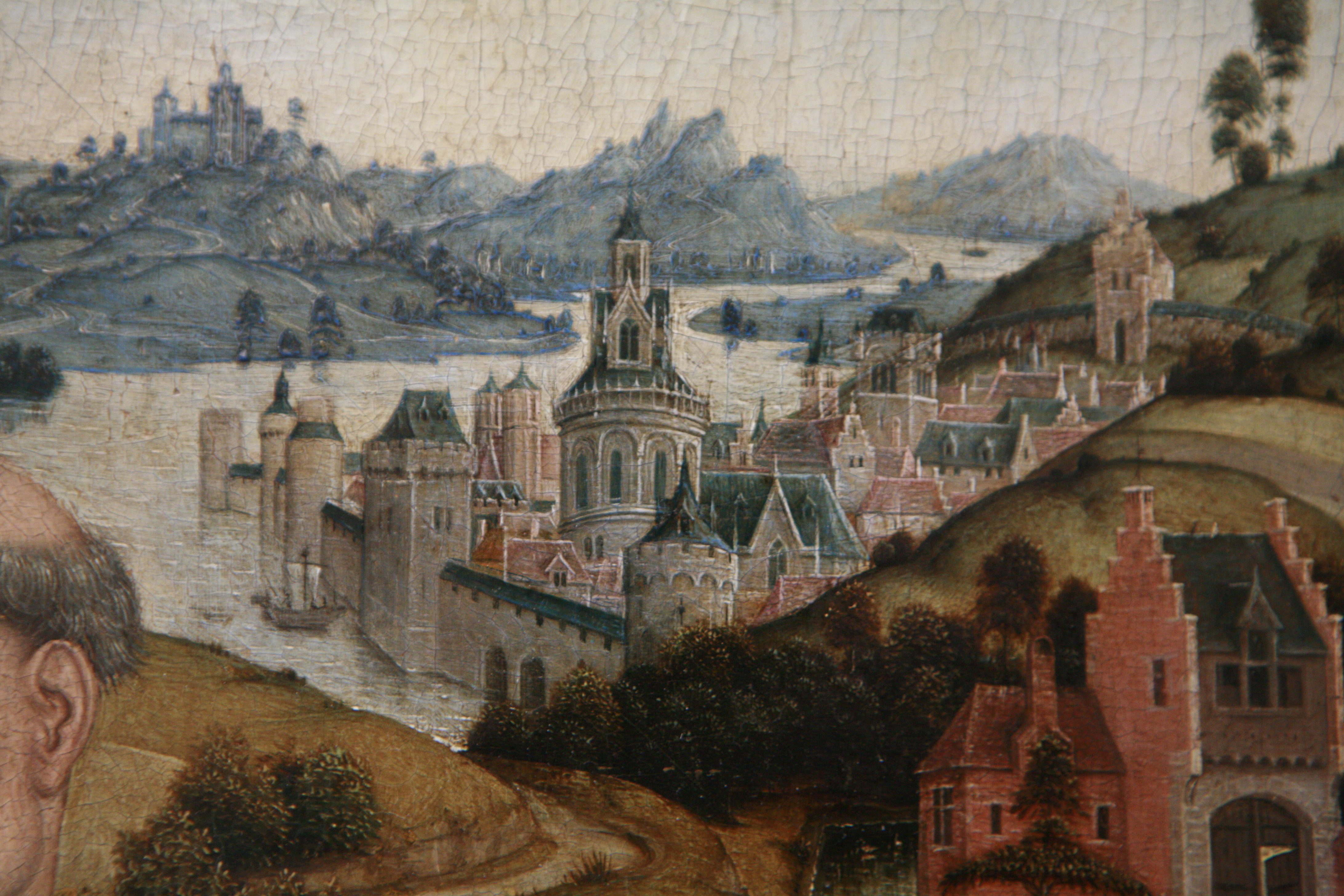
Pénitence de Saint-Jérôme (détail).
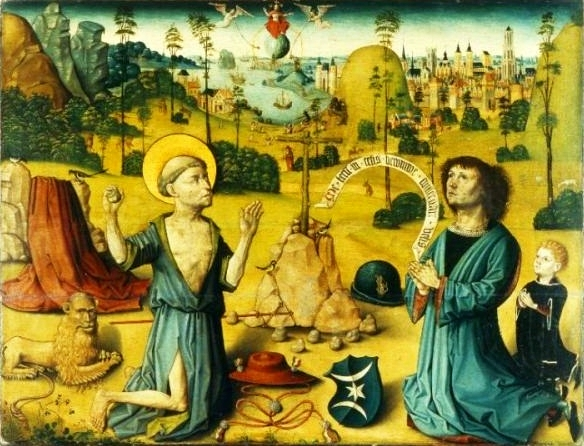
Pénitence de saint Jérôme, musée national de Varsovie.
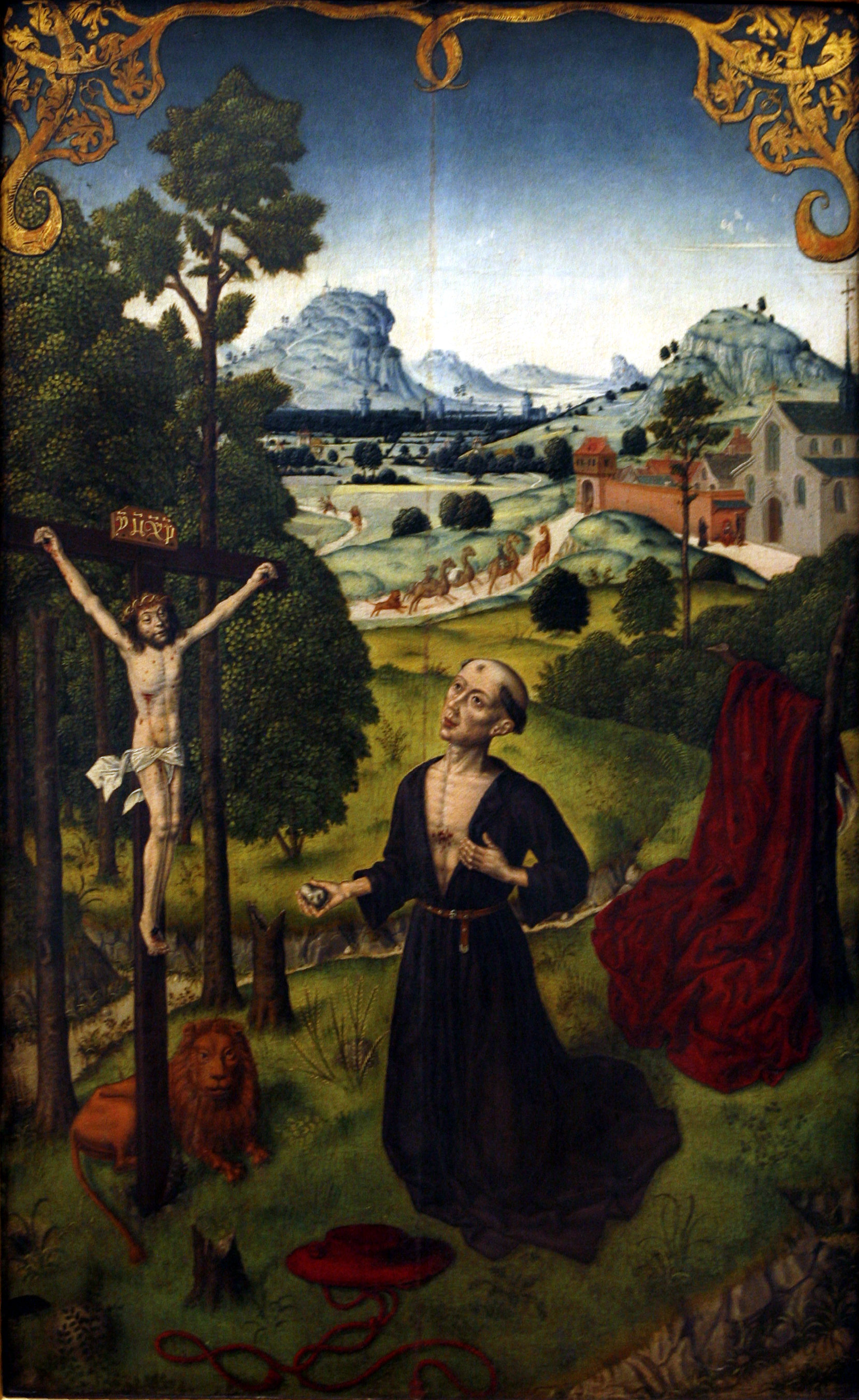
Pénitence de saint Jérôme, musée des beaux-arts de Dijon.
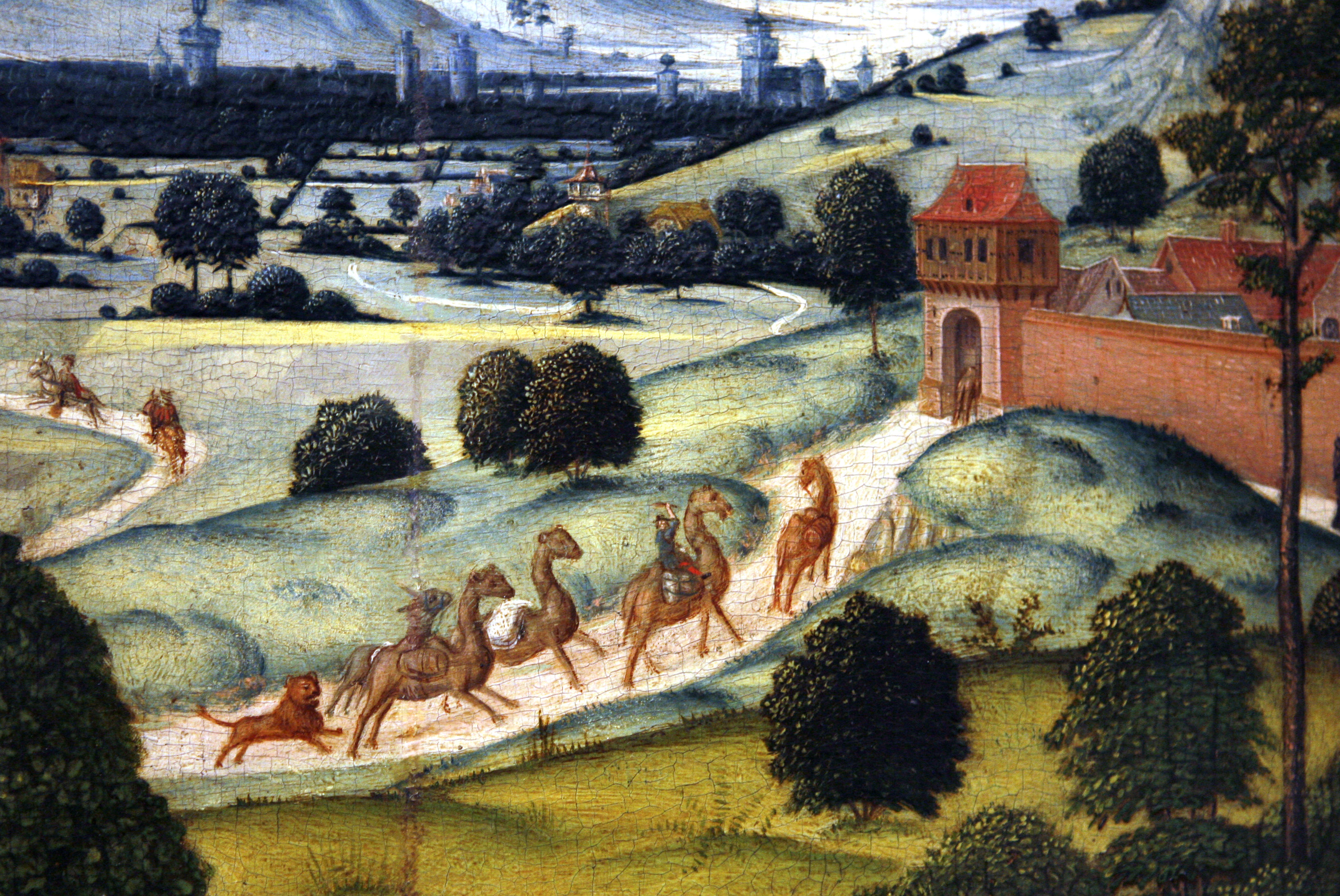
Pénitence de saint Jérôme (détail), musée des beaux-arts de Dijon.
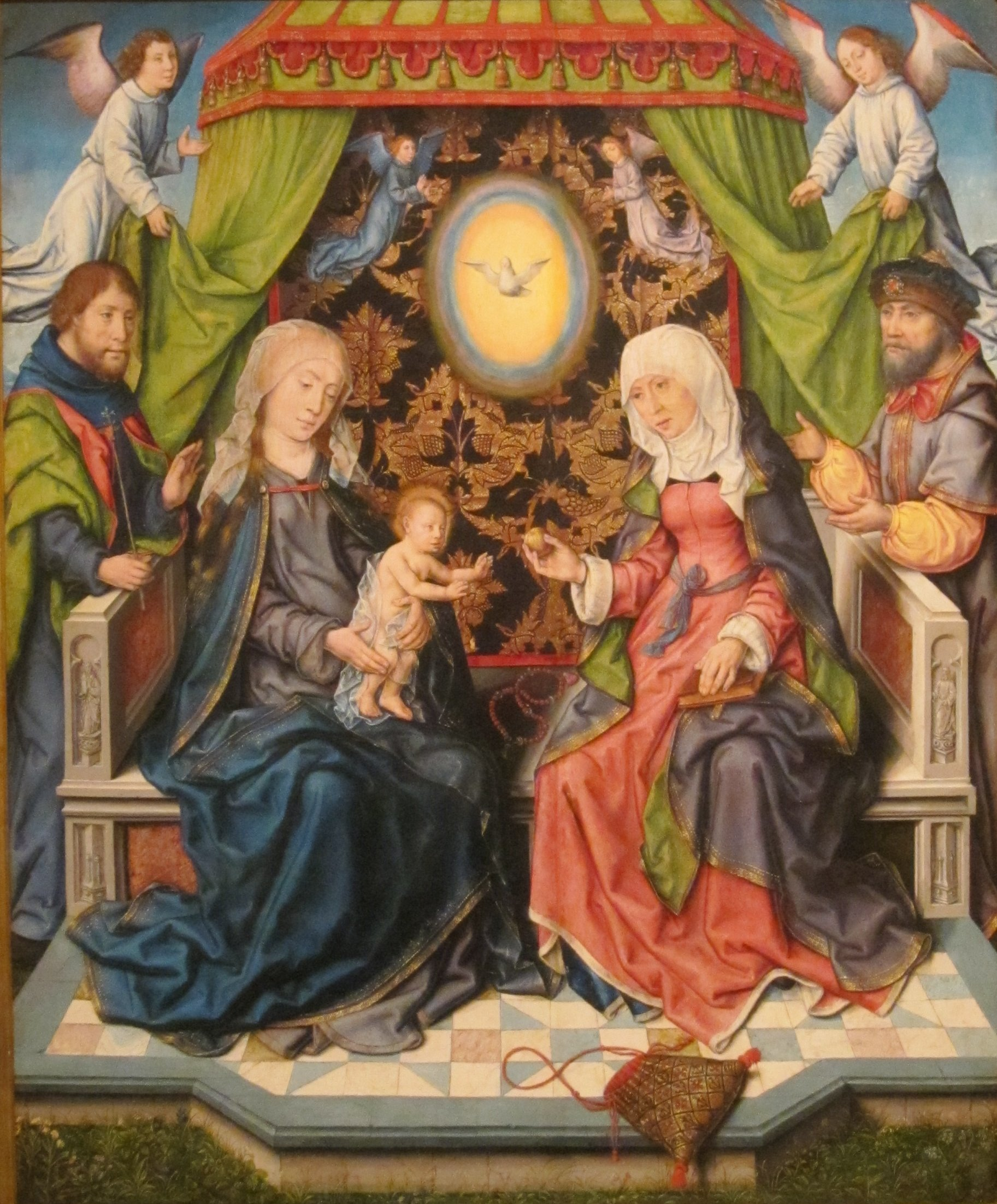
Sainte famille, Honolulu Museum of Art.
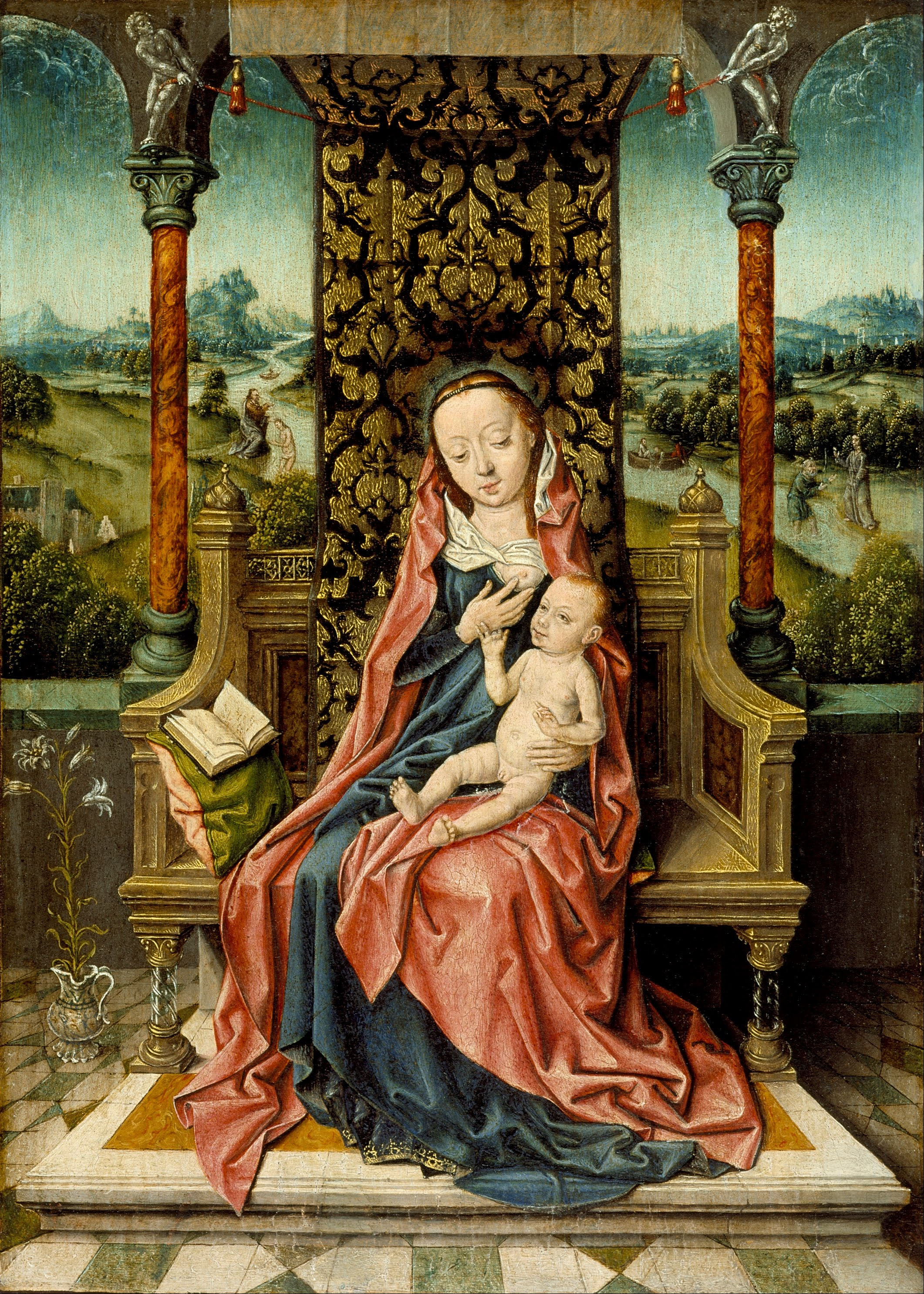
Vierge et l'Enfant sur un trône, musée d'art du comté de Los Angeles.
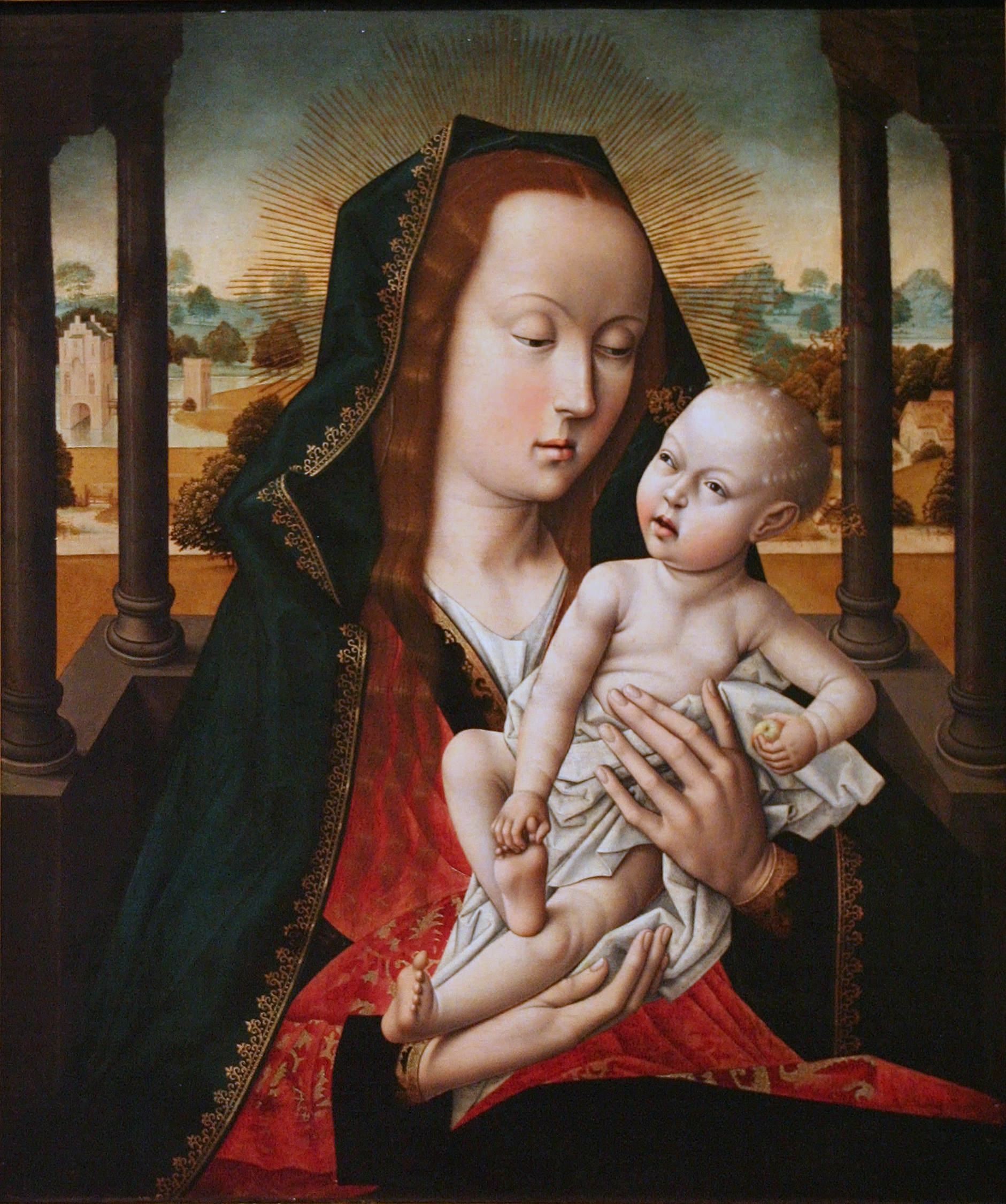
Vierge et l'Enfant, musée M.

## Liste d'œuvres
Aix-la-Chapelle, musée Suermondt-Ludwig
- Diptyque : Christ couronné d'épines - Mater Dolorosa, vers 1500
- Annonciation, vers 1500

Anvers, musée royal des beaux-arts d'Anvers
- Adoration des bergers, vers 1490 – 1499[3].
- Christ couronné d'épines. vers 1500[4].
- Vera Icon, vers 1500
- Vierge à l'Enfant[5].

Berlin, Gemäldegalerie
- Annonciation. vers 1480
- Saint Augustin, Jean-Baptiste et un donateur. vers 1490 – 1500
- Christ couronné d'épines, vers 1500

Bonn, Rheinisches Landesmuseum
- Marie-Madeleine, Jean-Baptiste et un donateur, vers 1490 – 1500
- Saints André et Catherine d'Alexandrie avec un donateur, vers 1490 – 1500

Bruxelles, musées royaux des beaux-arts de Belgique
- Ecce Homo (atelier)
- Donateur présenté par saint Jacques le Majeur, vers 1495 – 1500
- Donatrice présentée par sainte Barbe, vers 1495 – 1500
- Jésus chez Simon le pharisien, vers 1490
- Retable du Saint-Sacrement, vers 1530
- Triptyque de l'Assomption de la Vierge, vers 1500 – 1510
- Crucifixion, vers 1540 – 1549
- Pénitence de saint Jérôme. vers 1480

Cambridge, Fitzwilliam Museum
- La Transfiguration[7].

Cambridge (Massachusetts), Fogg Art Museum
- Ecce Homo, vers 1495[8].
- Mater Dolorosa, vers 1495[9].

Cleveland, Cleveland Museum of Art
- Annonciation, vers 1480

Cracovie, musée Czartoryski
- Mater Dolorosa, vers 1500
- Salvator Mundi, vers 1490

Dijon, musée des beaux-arts de Dijon
- Christ couronné d'épines, vers 1495[2]
- Pénitence de saint Jérôme.

Enschede, Rijksmuseum Twenthe (en)
- Ecce Homo.

Francfort, musée historique de Francfort
- Déploration du Christ, vers 1520

Greenville, Bob Jones University Museum & Gallery
- Ecce Homo[10].

Hanover (New Hampshire), Dartmouth College, Hood Museum of Art
- Christ couronné d'épines, vers 1500[11]

Honolulu, Honolulu Museum of Art
- Sainte Famille, 1520

Kansas City, musée d'art Nelson-Atkins
- Ecce Homo. vers 1510[12]

La Haye, Mauritshuis
- Résurrection. vers 1480 (attribué au cercle de Dirk Bouts)[13]

Los Angeles, musée d'art du comté de Los Angeles
- Vierge à l'Enfant sur un trône, vers 1510[14]

Louvain, musée M
- Vierge à l'Enfant, vers 1500 (attribué à Albert Bouts)

Luxembourg, Musées de l'Etat, collection Bentinck - Thyssen
- La Rencontre d'Abraham et de Melchisédech, huile sur panneau, 50 × 31 cm[15]

Lyon, musée des beaux-Arts
- Tête de Christ couronné d'épines, vers 1500[16]

Madrid, Musée du Prado
- Tête du Christ, vers 1500 - 1525 (attribué à Albert Bouts)[17].

Modène, Galleria Estense
- Saint Christophe.

Munich, Alte Pinakothek
- Annonciation, vers 1480

Narbonne,  Musée des Beaux-Arts de Narbonne
- Le Christ en croix entre la Vierge et saint Jean

New York, Metropolitan Museum of Art
- Christ couronné d'épines. vers 1525[18].
- La Tête de Jean-Baptiste. vers 1500 - 1525[19].
- Saint Christophe. (attribué à un successeur de Dirk Bouts[20].

Paris, musée du Louvre
- Christ couronné d'épines.
- Mater Dolorosa (d'après Dirk Bouts)[21]

Pasadena, Norton Simon Museum
- La Pénitence de saint Jérôme. vers 1520[22]

Prague, Národní galerie
- Vierge à l'Enfant, vers 1500

San Antonio, McNay Art Museum
- Moïse et le buisson ardent; Gédéon et le miracle de la rosée.

Stuttgart, Staatsgalerie
- Diptyque: Ecce Homo / Mater Dolorosa, vers 1500 [23],[24]

Varsovie, musée national de Varsovie
- Pénitence de saint Jérôme, vers 1500
- Mater Dolorosa.

Vienne, musée d'Histoire de l'art
- Saint Jean-Baptiste. vers 1500

Worcester, Worcester Art Museum
- Vierge à l'Enfant avec un ange, première moitié XVIe siècle[25]

Wurztbourg, Martin-von-Wagner-Museum
- Christ couronné d'épines.

Lieu inconnu
- La Rencontre d'Abraham et Melchisédech. vers 1500 (anciennement Lugano, collection Thyssen-Bornemisza)